# NFC Sur
La NFC Sur es la división del sur de la Conferencia Nacional de la National Football League. Esta fue creada en la temporada 2002 cuando la liga reorganizó sus divisiones después de la expansión a 32 equipos.

## Equipos
- Atlanta Falcons Halcones de Atlanta
- Carolina Panthers Panteras de Carolina
- New Orleans Saints Santos de Nueva Orleans
- Tampa Bay Buccaneers Bucaneros de Tampa Bay

Antes de la temporada 2002, los Bucaneros pertenecían a la AFC Oeste (1976) y NFC Central (1977-2001), mientras que los otros tres equipos formaban parte de la NFC Oeste.

## Campeones de división
| Temp. | Equipo               | Marca  | Resultados en los playoffs          |
| ----- | -------------------- | ------ | ----------------------------------- |
| 2002  | Tampa Bay Buccaneers | 12-4-0 | Ganó el Super Bowl XXXVII           |
| 2003  | Carolina Panthers    | 11-5-0 | Perdió el Super Bowl XXXVIII        |
| 2004  | Atlanta Falcons      | 11-5-0 | Perdió el Campeonato de la NFC      |
| 2005  | Tampa Bay Buccaneers | 11-5-0 | Perdió en la ronda Wild Card        |
| 2006  | New Orleans Saints   | 10-6-0 | Perdió el Campeonato de la NFC      |
| 2007  | Tampa Bay Buccaneers | 9-7-0  | Perdió en la ronda Wild Card        |
| 2008  | Carolina Panthers    | 12-4-0 | Perdió en los playoffs divisionales |
| 2009  | New Orleans Saints   | 13-3-0 | Ganó el Super Bowl XLIV             |
| 2010  | Atlanta Falcons      | 13-3-0 | Perdió en los playoffs divisionales |
| 2011  | New Orleans Saints   | 13-3-0 | Perdió en los playoffs divisionales |
| 2012  | Atlanta Falcons      | 13-3-0 | Perdió el Campeonato de la NFC      |
| 2013  | Carolina Panthers    | 12-4-0 | Perdió en los playoffs divisionales |
| 2014  | Carolina Panthers    | 7-8-1  | Perdió en los playoffs divisionales |
| 2015  | Carolina Panthers    | 15-1-0 | Perdió el Super Bowl 50             |

| Temp. | Equipo               | Marca  | Resultados en los playoffs          |
| ----- | -------------------- | ------ | ----------------------------------- |
| 2016  | Atlanta Falcons      | 11-5-0 | Perdió el Super Bowl LI             |
| 2017  | New Orleans Saints   | 11-5-0 | Perdió en los playoffs divisionales |
| 2018  | New Orleans Saints   | 13-3-0 | Perdió el Campeonato de la NFC      |
| 2019  | New Orleans Saints   | 13-3-0 | Perdió en la ronda Wild Card        |
| 2020  | New Orleans Saints   | 12-4-0 | Perdió en los playoffs divisionales |
| 2021  | Tampa Bay Buccaneers | 13-4-0 | Perdió en los playoffs divisionales |
| 2022  | Tampa Bay Buccaneers | 8-9-0  | Perdió en la ronda Wild Card        |
| 2023  | Tampa Bay Buccaneers | 9-8-0  | Perdió en los playoffs divisionales |
| 2024  | Tampa Bay Buccaneers | 10-7-0 | Perdió en la ronda Wild Card        |

## Clasificados a los playoffs vía Wild Card
| Temp. | Equipo                            | Marca         | Resultado en los playoffs                                        |
| ----- | --------------------------------- | ------------- | ---------------------------------------------------------------- |
| 2002  | Atlanta Falcons                   | 9-6-1         | Perdió en los playoffs divisionales                              |
| 2005  | Carolina Panthers                 | 11-5-0        | Perdió el Campeonato de la NFC                                   |
| 2008  | Atlanta Falcons                   | 11-5-0        | Perdió en la ronda Wild Card                                     |
| 2010  | New Orleans Saints                | 11-5-0        | Perdió en la ronda Wild Card                                     |
| 2011  | Atlanta Falcons                   | 10-6-0        | Perdió en la ronda Wild Card                                     |
| 2013  | New Orleans Saints                | 11-5-0        | Perdió en los playoffs divisionales                              |
| 2017  | Carolina Panthers Atlanta Falcons | 11-5-0 10-6-0 | Perdió en la ronda Wild Card Perdió en los playoffs divisionales |
| 2020  | Tampa Bay Buccaneers              | 11-5-0        | Ganó el Super Bowl LV                                            |

## Resultados en los playoffs desde el 2002
Estadísticas actualizadas hasta la temporada 2024.
| Equipo               | Campeonatos Divisionales | Clasificaciones a Playoffs | Apariciones en Super Bowl | Victorias en Super Bowl | Temporadas campeonatos divisionales       |
| -------------------- | ------------------------ | -------------------------- | ------------------------- | ----------------------- | ----------------------------------------- |
| New Orleans Saints   | 7                        | 9                          | 1 (XLIV)                  | 1 (XLIV)                | 2006, 2009, 2011, 2017, 2018, 2019, 2020. |
| Tampa Bay Buccaneers | 7                        | 8                          | 2 (XXXVII, LV)            | 2 (XXXVII, LV)          | 2002, 2005, 2007, 2021, 2022, 2023, 2024. |
| Carolina Panthers    | 5                        | 7                          | 2 (XXXVIII, 50)           | 0                       | 2003, 2008, 2013, 2014, 2015.             |
| Atlanta Falcons      | 4                        | 8                          | 2 (XXXII, LI)             | 0                       | 2004, 2010, 2012, 2016.                   |